# Paul Hornung
Paul Vernon Hornung (Louisville, Kentucky, 23 de diciembre de 1935 – Louisville, Kentucky, 13 de noviembre de 2020), más conocido como Paul Hornung, fue un jugador profesional estadounidense de fútbol americano que se desempeñó en la posición de halfback y placekicker en la National Football League (NFL). Es miembro del Salón de la Fama del Fútbol Americano Profesional.

## Carrera
Hornung jugó como profesional nueve temporadas en Green Bay Packers (1957-1962, 1964-1966), equipo en el que se retiró.

## Reconocimiento
El 2 de agosto de 1986, ingresó como miembro al Salón de la Fama del Fútbol Americano Profesional.